# Baworo
Baworo est un village du Cameroun situé dans la région du Nord-Ouest, le département du Menchum, l'arrondissement de Menchum Valley et la commune de Benakuma, à proximité de la frontière avec le Nigeria.

## Localisation
Baworo est localisé à 6° 30' 33 N et 9° 42' 30 E à environ 82 km de distance de Bamenda, le chef lieu de la Région du Nord-Ouest, et à 356 km de Yaoundé, la capitale du Cameroun.

## Population
Lors du recensement de 2005, on y a dénombré 4 591 personnes dont 2 198 hommes et 2 393 femmes.

## Éducation
Il y a quatre écoles publiques et une école privée à Baworo.

## Société
Des conflits inter-ethniques sévissent dans la commune de Benakuma. En 2011, Baworo a été touché et a vu plusieurs de ses habitations détruites, entraînant le déplacement d'une partie de la population,.